# Jumping into the World
Jumping Into the World es el primer EP de la cantante surcoreana BoA, lanzado en Corea del Sur en marzo de 2001. Consta de ocho nuevas canciones, además de seis versiones en inglés y chino de algunas canciones. En Corea, el álbum se tituló Do not Start Now. 

## Lista de canciones
| Jumpin into the World |                                       |          |  |
| N.º                   | Título                                | Duración |  |
| 1.                    | «Don't Start Now»                     |          |  |
| 2.                    | «Again»                               |          |  |
| 3.                    | «Destiny»                             |          |  |
| 4.                    | «Love Letter»                         |          |  |
| 5.                    | «Love Hurts»                          |          |  |
| 6.                    | «Power»                               |          |  |
| 7.                    | «Let U Go»                            |          |  |
| 8.                    | «Don't Star Now» (Versión en inglés)  |          |  |
| 9.                    | «ID; Peace B» (Versión en inglés)     |          |  |
| 10.                   | «사라» (Sara; versión en inglés)      |          |  |
| 11.                   | «Dreams Come True»                    |          |  |
| 12.                   | «비밀일기» (I'm Sorry; versión china) |          |  |
| 13.                   | «ID; Peace B» (Versión china)         |          |  |
| 14.                   | «사라» (Sara; versión china)          |          |  |
| 48:12                 |                                       |          |  |

## Historial de lanzamiento
| País          | Fecha              |
| ------------- | ------------------ |
| Corea del Sur | 7 de marzo de 2001 |
| Japón         | 29 de mayo de 2002 |

- Datos: Q495727